# Rhamnus crenata
Rhamnus crenata är en brakvedsväxtart som beskrevs av Sieb. och Zucc.. Rhamnus crenata ingår i släktet getaplar, och familjen brakvedsväxter. Utöver nominatformen finns också underarten R. c. discolor.